# Тиджани, Мухамед
Мухамед Тиджани (англ. Muhamed Tijani; 26 июля 2000) — нигерийский футболист, нападающий английского клуба «Плимут Аргайл».

## Клубная карьера
Тиджани присоединился к молодёжной системе чешского клуба «Баник» из Остравы 27 сентября 2018 года. Он подписал профессиональный контракт с клубом 27 августа 2019 года.
Летом 2019 года перешёл в «Тршинец» на правах аренды.
В феврале 2020 года Тиджани был досрочно отозван из аренды и перешёл в «Карвину» также на правах аренды. Он дебютировал в Первой лиге Чехии 3 июня в матче против «Словацко».
В 2021-22 годах был в аренде в клубах «Тршинец» и «Силон Таборско».
21 июня 2023 года присоединился к пражской «Славии», подписав контракт, действующий до 2028 года.
В июне 2024 года Тиджани подписал годичный договор аренды с клубом английского Чемпионшипа «Плимут Аргайл».

## Международная карьера
Тиджани входил в состав сборной Нигерии до 20 лет, которая принимала участие в Чемпионате мира по футболу среди команд до 20 лет 2019 года в Польше.